# Троянки (фильм)
«Троянки» (англ. The Trojan Women) — кинофильм греческого режиссёра Михалиса Какоянниса, экранизация одноимённой трагедии Еврипида.

## Постановка
Вторая экранизация афинского трагика Какояннисом, предпринятая через десять лет после первой. Съемки совместной американо-британо-греческой картины проводились в Испании, в городе Атьенса, в Кастилии-Ла-Манче. Премьера была представлена в США 27 сентября 1971.
В отличие от предыдущей экранизации Еврипида, которую Роджер Эберт считал образцовой, «Троянки» были прохладно встречены критиками. Подбор актеров был признан не слишком удачным, за исключением Ирен Папас, внешние данные и виртуозная игра которой не могли, по их собственному признанию, оставить равнодушными критиков-мужчин. Наибольшие претензии были к Женевьев Бюжо и Ванессе Редгрейв, которая, хотя и восхищала американцев своим британским стилем, но, по мнению Эберта, воплощала на экране некую идею женщины, вместо матери, у которой отбирают и убивают ребенка.
Критик Нью-Йорк Таймс Винсент Кэнби, написавший разгромную рецензию, упрекнул Хепберн в том, что её элегантная декламация имеет мало общего с реальным горем, и до настоящего психологизма поднимается только в сцене полемики с Еленой.
Ирен Папас удалось создать одно из лучших экранных воплощений образа Елены Троянской. Эберт специально отмечает сцену, где она раздевается за плохо скрывающей её наготу загородкой, обольщая таким образом греческого охранника, а затем надменно использует драгоценную воду для мытья на глазах мучимых жаждой троянок, которые пытаются забросать потаскуху камнями. По мнению критика, из-за такой Елены и в самом деле стоило начать великую войну и разрушить священный город. Последняя сцена с её участием завершается презрительно-победоносным взглядом, брошенным в сторону Менелая, и означающим, что, какими бы великими не считали себя эти воины, сжигающие города и уводящие в рабство целые народы, все они были и останутся её покорными жертвами.
Для усиления драматического эффекта режиссёр выбросил из постановки почти все хоровые стихи, придающие трагедии Еврипида стилистическое равновесие, а также обращения к богам. Какоянниса упрекали даже в том, что он отказался от певучего греческого языка ради грубого английского.
В результате получился психологически тяжелый и надрывный фильм, пронизанный антивоенным пафосом, актуальным в разгар Вьетнамской войны. Вслед за Еврипидом, который в своей трагедии предлагал афинянам подумать о судьбе жертв беспощадной Мелийской экспедиции, Какояннис официально посвятил фильм «всем тем, кто бесстрашно противостоит угнетению человека человеком».

## В ролях
- Кэтрин Хэпбёрн — Гекуба
- Ванесса Редгрейв — Андромаха
- Женевьев Бюжо — Кассандра
- Ирен Папас — Елена Троянская
- Брайан Блессид — Талфибий
- Патрик Мэги — Менелай
- Альберто Санс — Астианакт

## Награды
В 1972 Ирен Папас как лучшая актриса получила премию Национального совета кинокритиков США, а Кэтрин Хэпбёрн была признана лучшей актрисой кружком кинокритиков Канзас-Сити.